# Paecilaema maculatum
Paecilaema maculatum is een hooiwagen uit de familie Cosmetidae.